# Love Is a Many Stupid Thing
Pour plus de détails, voir Fiche technique et Distribution.
Love Is a Many Stupid Thing (精裝追女仔2004, Cheng chong chui lui chai 2004), aussi appelé Infernal Unfairs, est une comédie hongkongaise écrite, co-produite et réalisée par Wong Jing et sortie en 2004 à Hong Kong. C'est une parodie de Infernal Affairs (2002).
Elle totalise 4 011 134 HK$ de recettes au box-office.

## Synopsis
L'inspecteur Nat (Natalis Chan) envoie trois agents, Ray (Chapman To), Tom (Shawn Yue) et Chubbie (Lam Chi-chung (en)), s'infiltrer dans la triade de Sam (Eric Tsang). De son côté, celui-ci envoie Watson (Raymond Wong Ho-yin (en)) s'infiltrer dans la police. Durant leur mission, Ray, Tom et Chubbie tombent amoureux de trois belles policières, Angel (Belinda Hamnett (en)), Leila (Race Wong (en)) et Sharon (Iris Wong).

## Fiche technique
- Titre original : 精裝追女仔2004
- Titre international : Love Is a Many Stupid Thing
- Réalisation : Wong Jing
- Scénario : Wong Jing
- Photographie : Edmund Fung et Dick Tung
- Montage : Azrael Chung
- Musique : Ken Chan
- Production : Wong Jing et Clarence Yip
- Société de production : Film Dynasty
- Société de distribution : Jing's Production
- Pays d'origine :  Hong Kong
- Langue originale : cantonais
- Format : couleur
- Genre : Comédie policière
- Durée : 95 minutes
- Dates de sortie :
  - Hong Kong : 20 mai 2004

## Distribution
- Eric Tsang : Sam
- Chapman To : Ray
- Natalis Chan : l'inspecteur Nat
- Shawn Yue : Tom le fou
- Lam Chi-chung (en) : Chubbie
- Raymond Wong Ho-yin (en) : Watson
- Candice Yu : Mandy
- Race Wong (en) : Leila
- Rosanne Wong (en) : une policière
- Belinda Hamnett (en) : Angel
- Teresa Mak : Cool Lady
- Iris Wong : Sharon
- Max Mok : Fantôme
- Michael Miu : Temper
- Kent Tong : Tom
- Cheung Kwok Keung : Lies
- Stanley Fung : un sergent de police
- Jerry Lamb : Kelvin
- Matt Chow (en) : Jimmy
- Tony Ho : le délinquant sexuel arrêté
- Angie Cheong (en) : Doris
- Zuki Lee (en) : l'épouse d'un des 4 rois
- Gobby Wong : l'épouse d'un des 4 rois
- Shirley Hung : l'épouse d'un des 4 rois
- Eddie Pang
- Carmen Yeung : la femme de Sea
- Wong Jing : l'oncle de Ray
- Lee Fung : la mère de Ray
- Athena Chu : elle-même
- Wong Tin-lam (en) : Homard
- Yeung Man Chun : un garde du corps de Homard
- Ankee Leung : un mécanicien de Sam
- Ray Pang : un mécanicien de Sam
- Poon An Ying : Rosamund Kwan
- Dick Tung : le sergent de police interrogeant Ray
- Lee Luk Yu : Debbie
- Hui Kam Fung : la policière Yip
- Tam Kon Chung : un homme de Ray
- Chow Mei Sing : un homme de Kelvin
- Terry Lee : un homme de Kelvin
- So Wai Nam : un homme de Kelvin
- Ho Wai Yip : un homme de Kelvin